# 晚家峡水库
晚家峡水库是中国甘肃省陇南市西和县境内的一座水库，位于西汉水上，建于1966年。水库正常库容为200万立方米，集雨面积为62平方千米，海拔为1925.1米。